# Xã Bradshaw-Haywood, Quận Clay, Arkansas
Xã Bradshaw-Haywood (tiếng Anh: Bradshaw-Haywood Township) là một xã thuộc quận Clay, tiểu bang Arkansas, Hoa Kỳ. Năm 2010, dân số của xã này là 645 người.